# Persone di cognome Di Borbone
| Questa pagina contiene informazioni ricavate automaticamente dalle voci biografiche con l'ausilio del template Bio e di un bot. L'aggiornamento è periodico e automatico e ricostruisce completamente la pagina. Se manca una persona in questa lista, sei pregato di non aggiungerla, ma accertati piuttosto che la sua voce biografica contenga il template Bio e che i dati anagrafici siano correttamente compilati. Se il template Bio manca, inseriscilo tu stesso o, in alternativa, metti l'avviso {{tmp\|Bio}} che ne segnala la mancanza. Se i dati riportati sono sbagliati, correggi direttamente la voce biografica; le modifiche saranno visibili in questa lista entro pochi giorni. Per chiarimenti vedi il progetto antroponimi. La lista contiene solo le 55 persone che sono citate nell'enciclopedia e per le quali è stato implementato correttamente il template Bio. Pagina aggiornata al 17 ott 2024. |

Questa è una lista di persone presenti nell'enciclopedia che hanno il cognome di Borbone, suddivise per attività principale.

## Ammiragli(1)
- Luigi Alessandro di Borbone, conte di Tolosa, ammiraglio e generale francese (Versailles, n. 1678 - Rambouillet, † 1737)

## Militari(2)
- Luigi-Armando I di Borbone-Conti, militare francese (Parigi, n. 1661 - Fontainebleau, † 1685)
- Luigi di Borbone, conte di Vermandois, militare francese (Castello di Saint-Germain-en-Laye, n. 1667 - Fiandre, † 1683)

## Nobili(25)
- Caterina Enrichetta di Borbone, nobile francese (Rouen, n. 1596 - Parigi, † 1663)
- Alfonso di Borbone Dampierre, nobile spagnolo (Roma, n. 1936 - Beaver Creek, † 1989)
- Luigi Antonio di Borbone-Condé, nobile francese (Chantilly, n. 1772 - Vincennes, † 1804)
- Luigi IV Enrico di Borbone-Condé, nobile e politico francese (Versailles, n. 1692 - Chantilly, † 1740)
- Luigi di Borbone-Orléans, nobile francese (Reggia di Versailles, n. 1703 - Parigi, † 1752)
- Luigi Antonio di Borbone-Spagna, nobile spagnolo (Madrid, n. 1727 - Arenas de San Pedro, † 1785)
- Luigi Carlo di Borbone, nobile e militare francese (Sceaux, n. 1701 - Sceaux, † 1775)
- Luigi Giuseppe di Borbone-Francia, nobile francese (Versailles, n. 1781 - Meudon, † 1789)
- Luigi di Borbone-Francia, nobile francese (Versailles, n. 1682 - Marly-le-Roi, † 1712)
- Filippo II di Borbone-Orléans, nobile, politico e generale francese (Saint-Cloud, n. 1674 - Versailles, † 1723)
- Aymar di Borbone, nobile francese
- Aimone I di Borbone, nobile francese
- Caterina di Borbone, nobile (Parigi, n. 1559 - Nancy, † 1604)
- Elisabetta Alessandrina di Borbone-Condé, nobile francese (Parigi, n. 1705 - Parigi, † 1765)
- Giovanna di Borbone-Vendôme, nobile francese (n. 1465 - † 1511)
- Giovanni di Borbone-Spagna, nobile spagnolo (La Granja de San Ildefonso, n. 1913 - Pamplona, † 1993)
- Giovanni I di Borbone, nobile francese (n. 1381 - Londra, † 1434)
- Luigi VI Enrico di Borbone-Condé, nobile francese (Parigi, n. 1756 - Castello di Saint-Leu, † 1830)
- Luigi Augusto di Borbone-Francia, nobile spagnolo (Versailles, n. 1700 - Fontainebleau, † 1755)
- Luigi Cesare di Borbone, nobile francese (Bussy-Saint-Georges, n. 1672 - Parigi, † 1683)
- Luisa Maria Adelaide di Borbone, nobile francese (Parigi, n. 1753 - Ivry-sur-Seine, † 1821)
- Luisa Elisabetta di Borbone-Condé, nobile (Versailles, n. 1693 - Parigi, † 1775)
- Luisa Enrichetta di Borbone-Conti, nobile francese (Parigi, n. 1726 - Parigi, † 1759)
- Luisa Francesca di Borbone, nobile francese (n. 1707 - † 1743)
- Maria Anna di Borbone-Condé, nobile francese (n. 1678 - † 1718)

## Principesse(4)
- Eleonora di Borbone-Condé, principessa francese (Saint-Jean-d'Angély, n. 1587 - Muret-et-Crouttes, † 1619)
- Luisa Benedetta di Borbone-Condé, principessa francese (Parigi, n. 1676 - Parigi, † 1753)
- Maria Mercedes di Borbone-Due Sicilie, principessa spagnola (Madrid, n. 1910 - Lanzarote, † 2000)
- Carolina di Borbone-Due Sicilie, principessa (Caserta, n. 1798 - Mureck, † 1870)

## Principi(4)
- Carlo Tito di Borbone-Due Sicilie, principe (Caserta, n. 1775 - Vaccheria, † 1778)
- Carlo di Borbone-Soissons, principe francese (Nogent-le-Rotrou, n. 1566 - Blandy-les-Tours, † 1612)
- Enrico III Giulio di Borbone-Condé, principe francese (Parigi, n. 1643 - Parigi, † 1709)
- Luigi Alessandro di Borbone, principe francese (Parigi, n. 1747 - Louveciennes, † 1768)

## Sovrane(5)
- Elisabetta di Borbone-Francia, regina (Fontainebleau, n. 1602 - Madrid, † 1644)
- Isabella II di Spagna, regina (Madrid, n. 1830 - Parigi, † 1904)
- Maria Luisa di Borbone-Spagna, sovrana (Portici, n. 1745 - Vienna, † 1792)
- Carlotta di Borbone, sovrana francese (n. 1388 - Nicosia, † 1422)
- Maria Teresa Carlotta di Borbone-Francia, regina francese (Versailles, n. 1778 - Frohsdorf, † 1851)

## Sovrani(10)
- Carlo III di Spagna, sovrano (Madrid, n. 1716 - Madrid, † 1788)
- Carlo X di Francia, sovrano francese (Versailles, n. 1757 - Gorizia, † 1836)
- Enrico IV di Francia, re (Pau, n. 1553 - Parigi, † 1610)
- Ferdinando II delle Due Sicilie, re (Palermo, n. 1810 - Caserta, † 1859)
- Ferdinando VI di Spagna, re spagnolo (Madrid, n. 1713 - Villaviciosa de Odón, † 1759)
- Francesco I delle Due Sicilie, re (Napoli, n. 1777 - Napoli, † 1830)
- Luigi XIII di Francia, re (Fontainebleau, n. 1601 - Saint-Germain-en-Laye, † 1643)
- Luigi XIV di Francia, re (Saint-Germain-en-Laye, n. 1638 - Versailles, † 1715)
- Luigi XVI di Francia, re (Versailles, n. 1754 - Parigi, † 1793)
- Luigi XVIII di Francia, re (Versailles, n. 1755 - Parigi, † 1824)

## Senza attività specificata(4)
- Luigi XVII di Francia,  francese (Versailles, n. 1785 - Parigi, † 1795)
- Giovanni Carlo di Borbone-Spagna,  spagnolo (Madrid, n. 1822 - Trieste, † 1887)
- Luigi II di Montpensier, conte (n. 1483 - Napoli, † 1501)
- Margherita di Borbone-Clermont, duchessa (n. 1438 - Pont-d'Ain, † 1483)